# Браян Старінг
Бра́ян Ста́рінг (англ. Bryan Staring; 1 червня 1987, Перт, Австралія) — австралійський мотогонщик, учасник чемпіонатів світу з шосейно-кільцевих мотогонок MotoGP, Superbike та Supersport. У 2014 році виступав у світовій серії Supersport за російську команду «Rivamoto».

## Статистика виступів

### MotoGP

#### В розрізі сезонів
| Сезон  | Клас   | Команда                   | Мотоцикл  | Гонки | Пер | Под | ПП | НК | Очки | Місце |
| ------ | ------ | ------------------------- | --------- | ----- | --- | --- | -- | -- | ---- | ----- |
| 2004   | 125сс  | Allect Barter Card Racing | Honda     | 1     | 0   | 0   | 0  | 0  | 0    | —     |
| 2013   | MotoGP | GO&FUN Honda Gresini      | FTR Honda | 18    | 0   | 0   | 0  | 0  | 2    | 26    |
| Всього | Всього | Всього                    | 19        | 0     | 0   | 0   | 0  | 2  |      |       |